# شاپرک فورکاتلا
شاپرک فورکاتلا(نام علمی: Cadra furcatella) نام یک گونه از تیره پوزه‌بیدان است.